# Лыхин, Виталий Константинович
Виталий Константинович Лыхин (4 апреля 1980, Москва) — российский футболист, полузащитник.

## Карьера
Воспитанник СДЮШОР «Торпедо-ЗИЛ». Начинал свою карьеру в молодежной команде автозаводского «Торпедо». В юные годы с Лыхиным связывали большие надежды. В 2001 году с 11 голами он стал лучшим бомбардиром первого в истории Турнира дублеров РФПЛ. Однако пробиться в основной состав команды полузащитник не смог. Всего, в течение 3 сезонов, Лыхин провел в Премьер-Лиге за «автозаводцев» 15 игр. Летом 2003 года он покинул команду.
В дальнейшем Виталий Лыхин выступал за стерлитамакский «Содовик», ульяновскую «Волгу», московское «Торпедо» и ряд любительских коллективов.
С 2010 года Лыхин в паре с Олегом Левиным работает тренером в торпедовской спортшколе. Вместе они приводили «Торпедо-06» и «Торпедо-02» к чемпионству в Премьер-группе Первенства Москвы. Является главным тренером команды 2006 года рождения. 

## Достижения
- Лучший бомбардир Турнира дублеров РФПЛ: 2001.
- Бронзовый призёр Второй дивизиона зоны «Урал-Поволжье» (1): 2003.